# أناند سين ياداف
أناند سين ياداف هو سياسي هندي، ولد في 5 يناير 1987. انتخب عضو الجمعية التشريعية في أتر برديش ‏.